# Dschinghis Khan
 Denne artikel omhandler bandet Dschinghis Khan. Opslagsordet har også en anden betydning, se Djengis Khan.
Dschinghis Khan er en tysk pop/disko gruppe, der blev dannet i München i 1979 for at deltage i Grand Prix med deres sang "Dschinghis Khan". I 1981 fik de endnu et hit med "Moskau".
Den oprindelige gruppe bestod af seks medlemmer: Louis Hendrik Potgieter, Edina Pop, Henriette Strobel, Wolfgang Heichel, Leslie Mándoki og Steve Bender, og de optrådte fra 1979 indtil gruppen gik fra hinadnen i 1985.
I 2005 blev Dschinghis Khan gendannet af de overlevende medlemmer, men nogle år senere blev de genorgainseret til forskellige bands, som alle går under navnet "Dschinghis Khan".

## Baggrund
Dschinghis Khan blev dannet af Ralph Siegel i 1979, med det formål at han skulle bruge en gruppe til at fremføre sangen af samme navn, ved det tyske Melodi Grand Prix. Gruppen vandt, og blev nr. 4 ved den internationale finale i Jerusalem. Efterfølgende blev sangen et kæmpehit over hele Vesteuropa, samt i USA. I 1981 fik gruppen deres næste store hit med Moskau. I 2004 fik sangen igen enorm popularitet, da en musikvideo kunne findes på YouTube og gruppen derved fik den tvivlsomme titel som internetfænomen. Dschinghis Khan optræder stadig den dag i dag.

## Medlemmer
Oprindelig sammensætning
- Louis Hendrik Potgieter (1979–1985; død 1994)
- Edina Pop (1979–1985)
- Henriette Strobel (1979–1985)
- Wolfgang Heichel (1979–1985)
- Leslie Mándoki (1979–1985)
- Steve Bender (1979–1981; død 2006)

Ralph Siegel lineup
- Claus Kupreit (som Prince Igei Khan) (2007–2020; 2023–nu)
- Angelika Erlacher (som Eltuya Khan) (2016–2020; 2023–nu)
- Läm Virat Phetnoi (som Yassa Khan) (2012–2020; 2023–nu)
- Marco Matias (som Batou Khan) (2023–nu)
- Selina Kohl (som Zuri Khan) (2023–nu)
- Michael Thurner (som Michael T. Khan) (2023–nu)
- Edina Pop (2005–2020)
- Henriette Strobel (2005–2020)
- Wolfgang Heichel (2005–2014)
- Stefan Track (2005–2007)
- Steve Bender (2005–2006; død2006)

Stefan Track lineup
- Stefan Track (2005–2007; 2018–nu)
- Leila Melikova
- Tatiana Gerisamova
- Denis Loginov
- Wolfgang Heichel (2018–2022)

Other members
- Daniel Käsling (som Ögödei Khan) (2005–2007)
- Kaya Ebru (som Eltuya Khan) (2005–2007)
- Corinna Günzel (som Eltuya Khan) (2007–2014)
- Evi Weigand (som Ohla Khan) (2007–2014)
- Attila Mario Diallo (som Cash Khan) (2007–2014)
- Benjamin Schobel (som Ögödei Khan) (2007–2011)
- Stefan Sauter (som Yassa Khan) (2007–2009)
- Angelika Nimbach (som Yesugan Khan) (2007–2008)
- Johannes Kupreit (som Ögödei Khan) (2011–2020; died 2020)
- Jan Großfeld (som Bärke Khan) (2019–2020)

## Diskografi
- Dschinghis Khan (1979)
- Rom (1980)
- Viva (1980)
- Wir sitzen alle im selben Boot (1981)
- Helden, Schurken & der Dudelmoser (1982)
- Corrida (1983)
- 7 Leben (2007)